# Monasterio de Horezu
El monasterio de Horezu (en rumano Mănăstirea Horezu), de culto ortodoxo, fue construido entre los años 1690 y 1693 por el príncipe valaco Constantin Brâncoveanu en la localidad rumana de Horezu. Está considerado una obra maestra del "estilo Brâncovano".

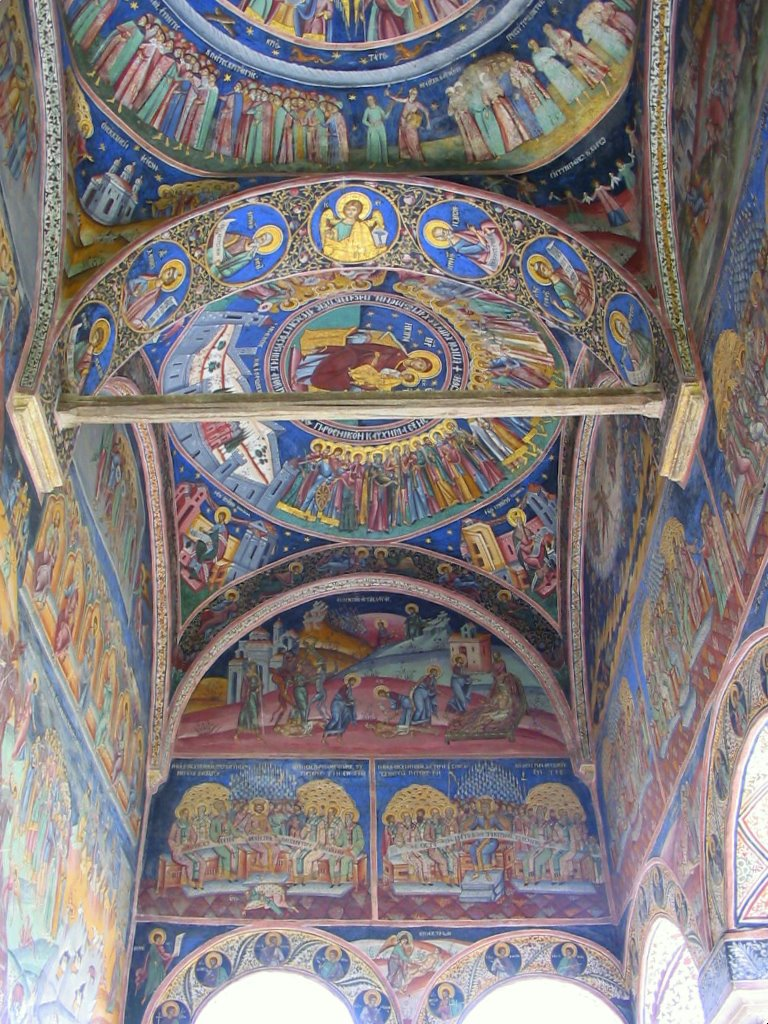
Frescos del atrio de la iglesia.

Destaca por el equilibrio y pureza de sus líneas arquitectónicas, la riqueza de los detalles esculpidos, el tratamiento de las composiciones religiosas y sus pinturas, tanto los retratos votivos como la profusa decoración. Está ubicado en el distrito de Vâlcea.
En el siglo XVIII hubo en el monasterio una escuela de pintores de murales e iconos que tuvo gran fama en el sudeste europeo.
La biblioteca conserva destacadas ediciones del siglo XVI de autores clásicos.
En 1993 la Unesco declaró al monasterio Patrimonio de la Humanidad.

## Enlaces externos

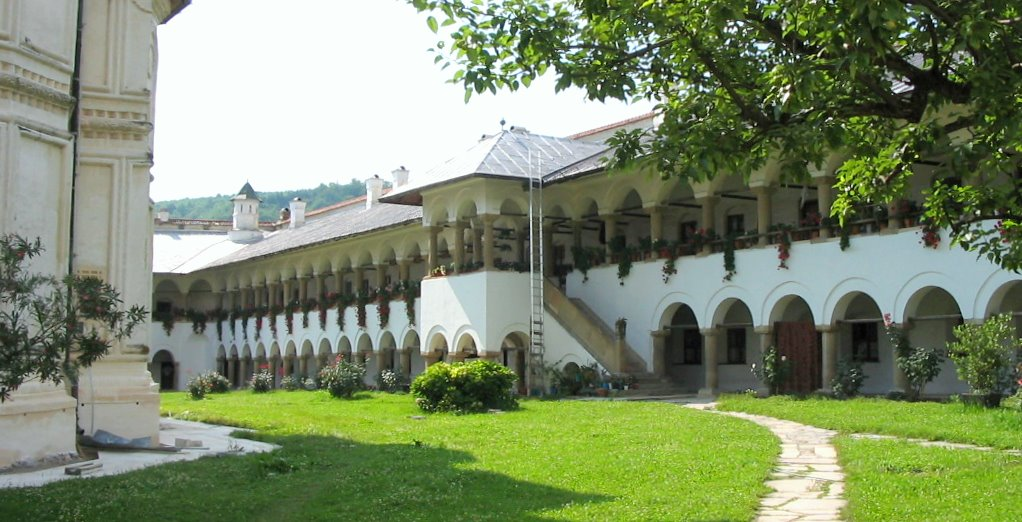
Claustro.